# Бахтеева, Татьяна Дмитриевна
Татьяна Дмитриевна Бахтеева (род. 27 ноября 1953, Донецк) — доктор медицинских наук (2008), генеральный директор ДОКТМО; ВР Украины, председатель Комитета по вопросам охраны здоровья (с 07.2006), член фракции Партии регионов (с 05.2006); член Политсовета Партии регионов.

## Биография
Родилась 27 ноября 1953 (город Донецк); дочь Ирина (1975) — ассистент кафедры Донецкого медицинского университета.
Образование: Донецкий медицинский институт (1977), врач, «Лечебное дело»; Донецкий государственный университет экономики и торговли им. М. Туган-Барановского, факультет последипломного образования, экономист.
1977 г. по 1980 г. работала врачом-терапевтом, врачом-физиотерапевтом больницы № 2 ст. Ясиноватая Донецкой области.
1980 г. по 1991 г. - работала в городской больнице №3 г. Донецка: сначала участковым врачом - терапевтом, затем заведующей отделением, впоследствии заместителем главного врача.
1991 г. по 1994 г. председатель радиологической МСЭК Донецкого областного управления здравоохранения по освидетельствованию лиц, пострадавших при ликвидации аварии на Чернобыльской АЭС.
1994 г. по 1997 г. – главный врач Донецкого областного лечебно-оздоровительного центра для лечения и обслуживания лиц, пострадавших при ликвидации аварии на Чернобыльской АЭС.
1997 г. по 2002 г. - генеральный директор и главный врач Донецкого областного клинического территориального медицинского объединения (ДОКТМО), объединившего Областную клиническую больницу им. Калинина, Донецкий диагностический центр и Областной лечебно - оздоровительный центр.
Начиная с 2002 года работает в Комитете Верховной Рады Украины по вопросам здравоохранения.
2006 по 2014 год - Глава Комитета Верховной Рады Украины по вопросам здравоохранения.
Народный депутат Украины 4-го созыва 04.2002-04.06, избирательный округ № 42, Донецкой области, выдвинута избирательным блоком политических партий «За единую Украину!». Набрано более 51,40 % среди 11 кандидатов. На время выборов: главный врач Донецкого областного клинического территориального медицинского объединения, член Партии регионов. Член фракции «Единая Украина» (05.-06.2002), член фракции «Регионы Украины» (06.2002-09.05), член фракции Партии регионов «Регионы Украины» (с 09.2005), секретарь Комитета по вопросам здравоохранения, материнства и детства (с 06.2002).
Народный депутат Украины 5-го созыва с 05.2006 кандидат в народные депутаты Украины от Партии регионов, № 33 в списке. На время выборов: народный депутат Украины, член ПР.
Народный депутат Украины 6-го созыва с ноября 2007 г., избрана по спискам Партии регионов.
Народный депутат Украины 8-го созыва с 27 ноября 2014 года. Избрана от партии «Оппозиционный блок» (№ 9).
25 декабря 2018 года включена в санкционный список России.

## Общественная работа и деятельность на выборных должностях
1994 г. была выдвинута организацией «Союз Чернобыль» и избрана депутатом Донецкого городского Совета II созыва по Калининскому району.  Являлась председателем постоянной депутатской комиссии по защите прав чернобыльцев и инвалидов Донецкого горсовета.
1998 г. была избрана по округу г. Ждановки депутатом Донецкого областного совета IV созыва, работала в комиссии по здравоохранению.
В 2002 году при поддержке медицинской общественности, интеллигенции, ряда общественных и ветеранских организаций, трудовых коллективов предприятий угольной отрасли и промышленности, коллективов  вузов и школ Калининского и Ворошиловского районов г. Донецка была выдвинута кандидатом в депутаты по 42 избирательному округу.

## Научная деятельность и почетные звания
В 2001 году присвоена научная степень кандидата медицинских наук.
В 2008 году присвоена научная степень доктора медицинских наук.
В 2001 году  указом Президента присвоено почетное звание «Заслуженный врач Украины».

## Звания и награды
- Орден «За заслуги» II ст. (27 ноября 2013) — за весомый личный вклад в государственное строительство, развитие отечественной системы здравоохранения, многолетний плодотворный труд и высокий профессионализм[3]
- Орден «За заслуги» III ст. (23 августа 2011) — за значительный личный вклад в становление независимости Украины, утверждение ее суверенитета и международного авторитета, заслуги в государствообразующей, социально-экономической, научно-технической, культурно-образовательной деятельности, добросовестное и безупречное служение Украинскому народу[4]
- Орден княгини Ольги I ст. (3 декабря 2008) — за значительный личный вклад в развитие здравоохранения, медицинского образования и науки, многолетний добросовестный труд и высокий профессионализм[5]
- Орден княгини Ольги III ст. (23 сентября 2002) — за весомые достижения в профессиональной деятельности, многолетний добросовестный труд[6]
- Заслуженный врач Украины
- Государственная премия Украины в области науки и техники 2011 года — за работу «Вспомогательные репродуктивные технологии лечения бесплодия» (в составе коллектива)[7]
- Почетная грамота Кабинета Министров Украины (11.2003)
- Знак «Шахтерская слава» III, II, I ст.
- Орден Святой великомученицы Варвары (УПЦ).
- Лауреат  Государственной премии Украины в области науки и техники